# 科斯廷布羅德市鎮

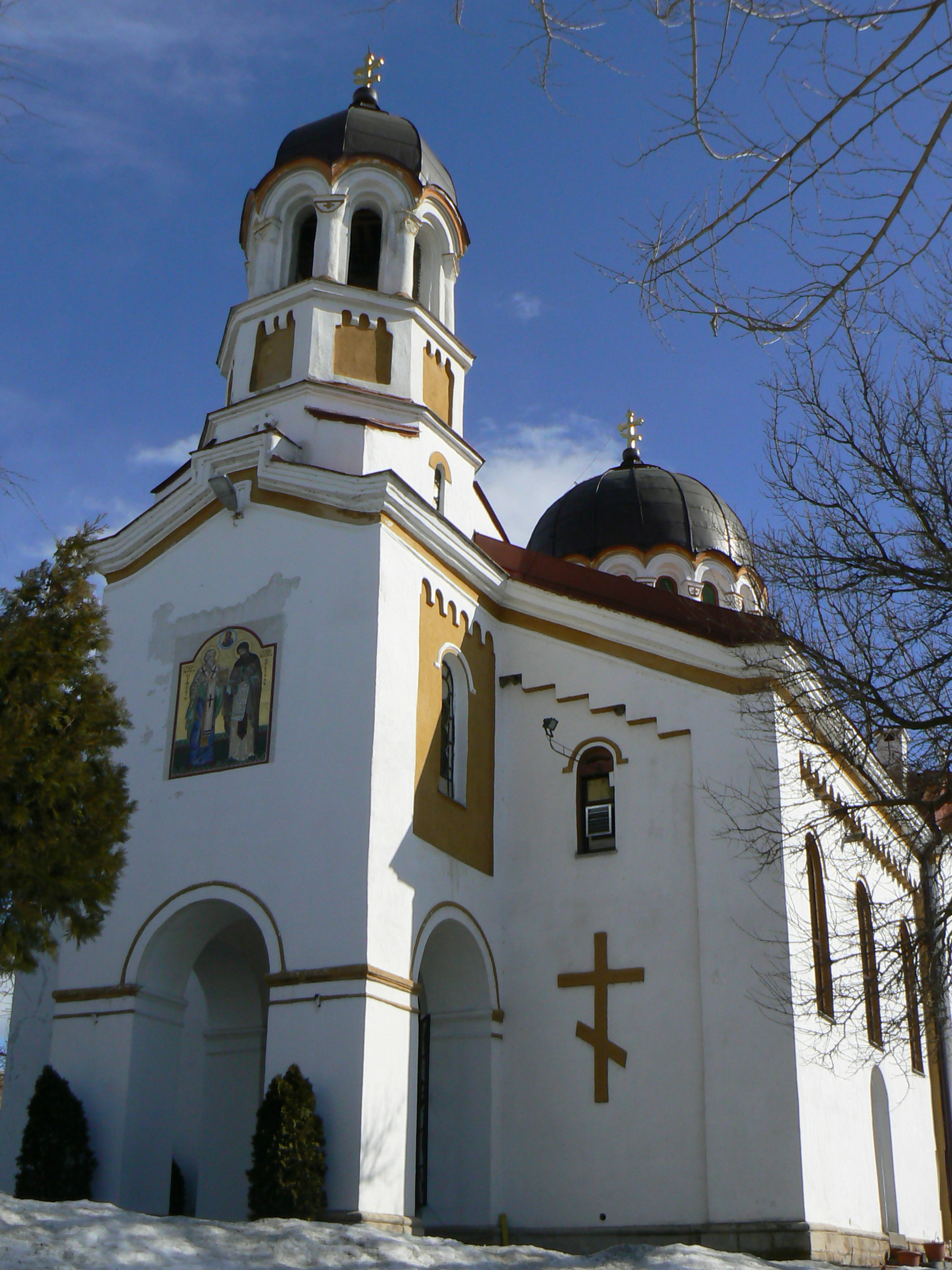
聖西里爾和迪烏斯教堂

42°49′N 23°13′E / 42.817°N 23.217°E
科斯廷布羅德市鎮，是保加利亞西部索菲亞州的市鎮，行政中心为科斯廷布羅德，面積254平方公里，2014年人口17,125，人口密度每平方公里67.42人。